# Presídio do Morro de Tibau
O Presídio do Morro de Tibau localizava-se no morro de Tibau, hoje cidade (e município) de mesmo nome, no litoral do estado do Rio Grande do Norte, no Brasil.

## História
BARRETTO (1958) relaciona este presídio (colônia militar) entre as fortificações do litoral cearense, do rio Jaguaribe (atual estado do Ceará) ao rio Mossoró (atual estado do Rio Grande do Norte), erguido com a função de vigilância daquele trecho do litoral, coibindo o contrabando (op. cit., p. 95).